# 朱正栩
朱正栩（1974年—），河南宝丰人，汉族，中华人民共和国政治人物、第十二届全国人民代表大会河南地区代表。
毕业于河南师范大学法学专业。加入中国共产党。2013年，担任全国人大代表。